# 司馬慧
瑪麗·斯蒂爾斯 MPP（1969年9月20日—），官方中文名為司馬慧 ，加拿大政治人物，自2023年2月4日起一直担任安大略新民主黨黨魁和安大略省官方反对党领袖。她自2018年6月7日起代表安大略省省議會德文璞選區。

## 早年生活和职业生涯
司馬慧於1969年9月20日出生於加拿大紐芬蘭省聖約翰斯， 在Long Pond和Logy Bay社區長大 她的父母是美國人，於1967年從賓夕法尼亞州搬到紐芬蘭，並在聖約翰斯郊外的一個小農場定居。她的父親是紀念大學的人類學教授。
1988年，司馬慧搬到安大略省上大学。她第一次参与政治是在1990年。  1992 年从卡尔顿大学获得政治学文学学士学位后，她在蒂明斯省議員Gilles Bisson的办公室工作。   她于1995年在加拿大政策研究网络工作，并于1998年至2004年担任联邦新民主党安大略党团会议的研究员。司馬慧于2005年加入ACTRA ，担任研究、公共政策和传播总监。   

## 政治生涯
司馬慧于2014年至2018年担任多倫多公校教育局受托人  ，并于2016年至2018年担任联邦新民主党主席。
在2018年安大略省选举中，司馬慧在德文璞竞选时，对手是安省自由黨议员Cristina Martins，后者因其政府处理德文璞钻石铁路立交桥的方式而受到批评。她在省选中击败了Martins，成为该选区第二位新民主党议员。  

### 新民主党黨魁
2022年省选举后，新民主党仍然是官方反对党，党魁賀華絲下台。戴彼得成为临时党魁，直至该党于2023年举行黨魁选举。司馬慧宣布她将于2022年9月22日竞选新民主党黨魁。在竞选期间，她获得了八位议员的支持。 
在竞选期间，司馬慧概述了新民主党和该省的五个优先事项。 她通过在可持续行业创造就业机会和投资绿色基础设施来應對气候變化。 她呼吁通过保护原住民权利并解决清洁饮用水、司法系统待遇和住房等问题来实现“真正的和解”。 劳工是她的另一项优先事项，她表示她希望专注于创造尊重工人权利和安全的就业机会。 另一项承诺是改革该省的选举制度并放弃領先者當選。 司馬慧还批评了她所认为的安省進步保守黨加强政府服务私有化，并致力于改善公共教育、医疗保健和社会福利。 
新民主党于2022年12月5日宣布，司馬慧是党魁选举中的唯一候选人，因此是候任党魁 虽然其他几位新民主党议员曾考慮竞选党魁，但无人能满足入围要求在12月5日截止日期之前提出要求，其中包括筹集 55,000元的费用。 
司馬慧于2023年2月4日正式就任新民主党领袖，并成为安省官方反对党领袖。  

## 个人生活
司馬慧与丈夫Jordan Berger以及两个女儿住在多伦多。 